# Лапшин, Александр Алексеевич
Александр Алексеевич Лапшин (род. 12 июля 1939) — советский и российский сценарист. Лауреат Государственной премии СССР (1980). Заслуженный деятель искусств РСФСР (1980).

## Биография
Родился 12 июля 1939 года. В 1960 году окончил Московский институт физической культуры. Работал тренером по спортивной гимнастике.
В 1969 году дебютировал в кино в качестве автора сценария к фильму «Тренер». В 1979 году литературно обработал текст книги «Не измени себе» олимпийского чемпиона Валерия Брумеля.
Автор сценария фильмов «Право на прыжок», «Чудо с косичками», «Судьба барабанщика», «Каждый день доктора Калинниковой», «Схватка», «Рейс первый, рейс последний», «Диалог с продолжением», «Жизнь Клима Самгина», «Серые волки» и других.
Прототипом главного героя фильма Виктора Титова «Каждый день доктора Калинниковой» был советский хирург-ортопед, изобретатель аппарата для лечения сложных переломов, Гавриил Илизаров. В то время он находился в опале, его методы не признавала официальная советская медицина. Худсовет, который принимал сценарий Лапшина и Титова, рекомендовал авторам заменить героя. В результате был изменен пол персонажа — врача-женщину сыграла Ия Саввина.
Лапшин был соавтором сценария последнего художественного фильма Григория Александрова и Любови Орловой «Скворец и Лира» (1974).
Всего за карьеру написал сценарии к 30 фильмам и сериалам, последним из которых стал сериал «Иван Грозный» 2009 года.

## Фильмография

### Сценарист
- 1969 Тренер
- 1972 Схватка
- 1973 Право на прыжок
- 1973 Каждый день доктора Калинниковой
- 1974 Рейс первый, рейс последний
- 1974 Скворец и Лира
- 1974 Чудо с косичками
- 1976 Судьба барабанщика
- 1979 Вкус хлеба
- 1980 Бумеранг (короткометражный)
- 1980 Диалог с продолжением
- 1982 Формула света
- 1982 Чужая вотчина
- 1985 День гнева
- 1985 Координаты смерти
- 1986 Аэропорт со служебного входа
- 1986 Следы оборотня
- 1988 Жизнь Клима Самгина
- 1989 Пилоты
- 1991 Откровение Иоанна Первопечатника / Иван Фёдоров
- 1991 Гангстеры в океане
- 1993 Серые волки
- 1993 Аллажар
- 1995 Под знаком Скорпиона
- 1999 Любить по-русски 3: Губернатор
- 2001 Идеальная пара (сериал)
- 2001 Курортный роман
- 2004—2005 МУР есть МУР
- 2008 Капкан для киллера
- 2009 Иван Грозный (сериал)

### Режиссёр и актёр
- 1980 Диалог с продолжением

## Награды
- Государственная премия СССР в области литературы, искусства и архитектуры (1980) — за сценарий фильма «Вкус хлеба»
- Заслуженный деятель искусств РСФСР (1980)